# Heinrich Buchow
Heinrich Buchow († 1628 in Stralsund) war ein deutscher Politiker und Bürgermeister Stralsunds.
Er entstammte einer alten, 1568 geadelten Patrizierfamilie. Von 1596 bis zu seinem Tod 1628 war er Bürgermeister der Hansestadt Stralsund.
Zu seinen Verdiensten gehört v. a. der Abschluss des Bürgervertrages von 1616, mit der ein langer Streit der Stadt Stralsund, vertreten vor allem durch den damaligen Syndicus und späteren Bürgermeister Lambert Steinwich und die Bürgermeister Henning Parow, Thomas Brandenburg und Heinrich Hagemeister sowie Heinrich Buchow und dem pommerschen Herzog Philipp Julius beigelegt wurde. Die Stadt errang mit diesem Vertrag wieder eine weitgehende Souveränität.